# Angel of the North

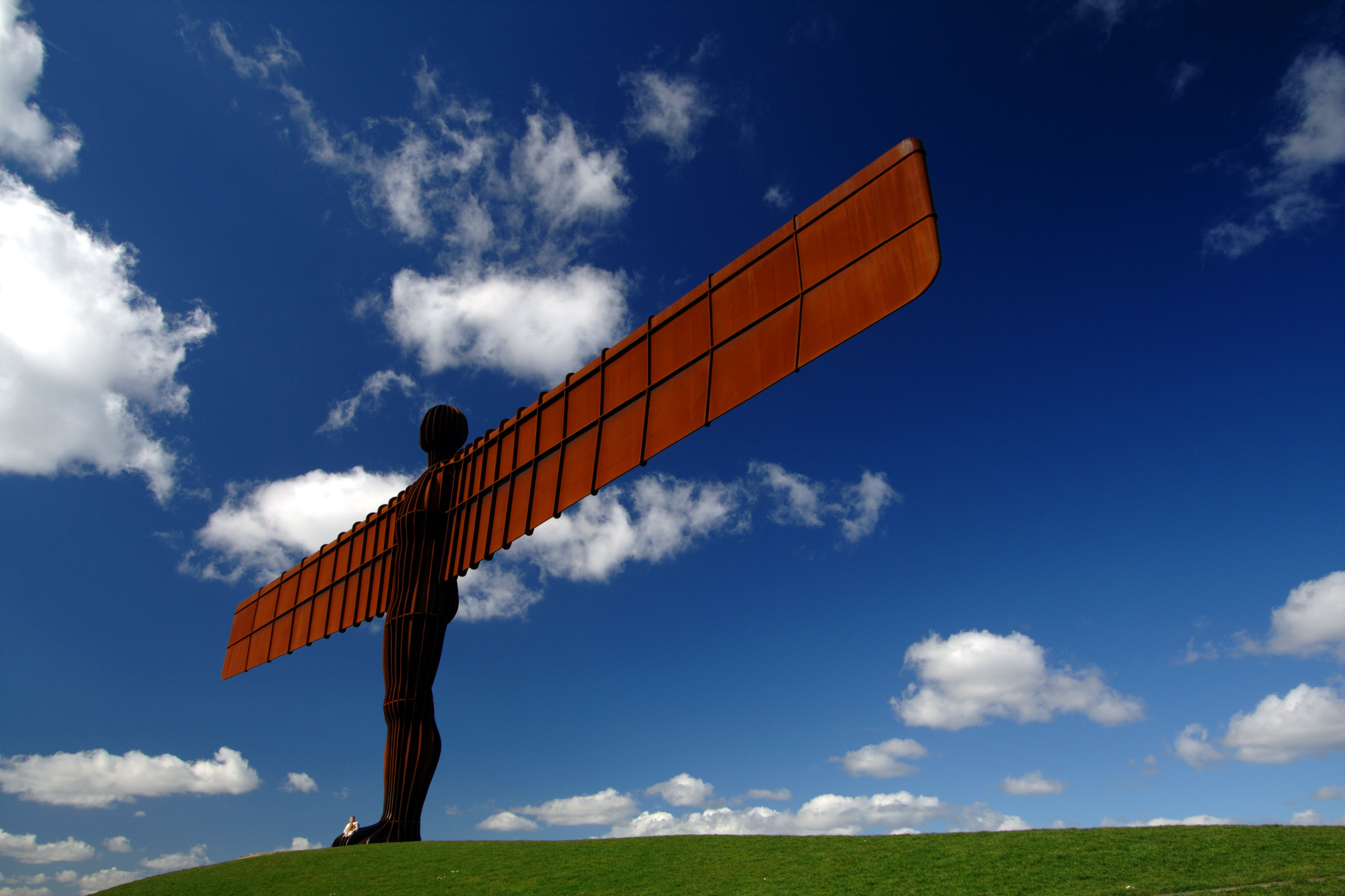
Angel of the North

Angel of the North (Anioł Północy) – rzeźba zaprojektowana przez Antony'ego Gormleya, zlokalizowana w Gateshead, Tyne and Wear w Anglii.
Ukończona w 1998 stalowa konstrukcja anioła o masie 200 ton mierzy 20 metrów wysokości, natomiast rozpiętość skrzydeł wynosi 54 metry szerokości. Skrzydła są odchylone o 3,5 stopnia do przodu, motywowane przez Gormleya celem uzyskania złudzenia obejmowania.
Rzeźba stoi na południowej krawędzi wzgórza w Low Fell na przedmieściach Metropolitan Borough of Gateshead.